# 王来
王来（1395年—1470年），字原之，浙江慈谿縣人。明朝大臣。宣德丙午舉人，景泰時官南京工部尚書。

## 生平
宣德元年（1426年），王來舉丙午科浙江鄉試，宣德二年（1427年），登会试乙榜，授江西新建縣教谕之职。宣德六年，受举荐擢升为御史，出按苏、松、常、镇四府。明英宗即位后，经杨士奇推荐，擢升为山西左参政。
王來为官清廉，练达政事。当时任侍郎的于谦巡抚山西，称赞他的才能，认为可以提拔作朝廷近臣。王来开始从政时执法很严，疾恶如仇，曾因为公事杖死玩忽职守贪赃枉法的知縣等多达十人，因此被捕下狱，遇到赦免，并官复原职，调补广东作地方官员。从此王来执政温和，注重修举。
正统十三年（1448年），迁河南左布政使。第二年，改都察院左副都御史，巡抚河南、湖广、襄阳诸府。也先率军逼近京师，王来督兵勤王，率军渡过黄河，听到也先军撤退，才退兵。景泰元年，贵州苗族叛乱。王来以右都御史总督湖广、贵州军务，平定了叛乱。景泰三年十月，升迁并兼任大理寺卿。景泰四年，召为南京工部尚书。明英宗复辟，朝中尚书都被罢官，王来遂回到乡里。成化六年（1470年），在家中逝世。

## 著作
著作有《绿野堂遗稿》、《抑斋存稿》若干卷及《抑斋奏议》四册。

## 家族
父王曛，母张氏，通经典，晓音律。弟王復，同榜舉人，宣德五年進士。弟王鼎，正統間舉明經。天顺间，慈谿县为王来、王復、王鼎建“三凤坊”以表彰。